# Autoestrada A16
Die Autoestrada A16 ist eine Autobahn in Portugal. Die Autobahn beginnt in Alcabideche und mündet bei der Stadt Belas in die Autoestrada A9 oder auch Auto-Estrada do CREL - Circular Regional Exterior de Lisboa - genannt.

## Größere Städte an der Autobahn
- Alcabideche
- Sintra
- Lissabon